# Erika Sanz
Erika Sanz Moreno (Gandía, 15 de julio de 1980) es una actriz y bailarina española.

## Biografía
Inició su carrera profesional en la compañía teatral La Fura dels Baus siendo una de sus protagonistas en el espectáculo La navaja en el ojo.
En el año 2002 debutó en televisión con la serie Un paso adelante de la productora Globomedia para Antena3, posteriormente emitida en más de 60 países. La participación en la serie le da la oportunidad de darse a conocer al gran público.
Tras Un paso adelante realizó otros trabajos para la televisión como Águila Roja (TVE), SMS (La Sexta), Supervillanos (Orange), Mis adorables vecinos (Antena3), Aída (T5), Cuenta atrás (Cuatro), sin olvidar su colaboración en el magacín televisivo El vídeo del millón de euros emitido en La Sexta.
Al mismo tiempo, realizó proyectos para la televisión, compaginando su trabajo en el teatro, donde protagonizó el papel de Annia en la obra Sé infiel y no mires con quién. También participó en la compañía de danza Lokomamia a la que perteneció durante seis años, formando parte de sus dos espectáculos Conciencia & reflexión y Paralelo.
Se formó en interpretación y danza en diferentes escuelas de Valencia, Madrid, Londres, Nueva York y Los Ángeles, y trabajó con diferentes coreógrafos como Fidel Buika o Luka Yexi entre otros.

## Filmografía

### Cine
| Año  | Título                   | Director                                                        | Personaje      |
| ---- | ------------------------ | --------------------------------------------------------------- | -------------- |
| 2008 | Proyecto Dos             | Guillermo Fernández Groizard                                    | Agente Collete |
| 2011 | La curva de la felicidad | Luis Sola                                                       | Secretaria     |
| 2015 | Fuera de foco            | Esteban Ciudad, José Manuel Montes                              | Ella misma     |
| 2018 | El tutor                 | Diego Arjona                                                    | Laura          |
| 2020 | Vampus Horror Tales      | Manuel M Velasco, Isaac Berrocal, Erika Elizalde, Piter Moreira | Margot         |

### Televisión
| Año       | Título                       | Personaje           | Notas        | Cadena          |
| --------- | ---------------------------- | ------------------- | ------------ | --------------- |
| 1997      | Al salir de clase            | Emilia              | 1 episodio   | Telecinco       |
| 2002-2005 | Un paso adelante             | Erika               | 84 episodios | Antena 3        |
| 2005-2006 | Mis adorables vecinos        | Angie               | 17 episodios | Antena 3        |
| 2005      | Negocis de familia           |                     | 1 episodio   | Canal 9         |
| 2005      | Supervillanos                | Kira                | 40 episodios | Orange La Sexta |
| 2006      | El vídeo del millón de euros |                     | Colaboradora | La Sexta        |
| 2006-2007 | SMS: Sin miedo a soñar       | Jenny               | 57 episodios | La Sexta        |
| 2007      | Aída                         | Bárbara             | 1 episodio   | Telecinco       |
| 2007      | Cuenta atrás                 | Lucía Alonso        | 1 episodio   | Cuatro          |
| 2008      | Hijos de Babel               |                     | Bailarina    | La 1            |
| 2009-2011 | Águila Roja                  | Inés                | 16 episodios | La 1            |
| 2010      | Sicarios Inc.                | Iris                | Piloto       |                 |
| 2017      | Conquistadores: Adventum     | Isabel de Bobadilla | 1 episodio   | Movistar+       |
| 2021      | El corazón del Imperio       | Achilia             | 2 episodios  | Movistar+       |

### Webseries
| Año       | Título              | Personaje |
| --------- | ------------------- | --------- |
| 2010-2011 | Carchichauto        | Suny      |
| 2011      | Terapia             |           |
| 2011-2012 | Difficult Existence |           |

### Cortos
| Año  | Título                           | Personaje |
| ---- | -------------------------------- | --------- |
| 2000 | Manos arriba                     |           |
| 2002 | Melodías Tóxicas                 | Bailarina |
| 2004 | El origen del principio          |           |
| 2005 | SE X ES                          |           |
| 2005 | Una tarde                        |           |
| 2009 | Latex Puppen                     | Maniquí   |
| 2009 | En la misma cama                 |           |
| 2009 | Cuando Apolo encontró a Dionisos | Dafne     |
| 2009 | Actos impuros                    | Ana       |
| 2011 | La Casa Brown                    | Chica     |
| 2012 | Broken Day                       |           |
| 2012 | Píldoras                         | Dolores   |
| 2013 | Killrats                         | Chica     |
| 2014 | Fly‚ Dance & Dream               | Sara      |
| 2018 | adosado(s)                       | Carolina  |
| 2018 | La proeza                        |           |
| 2019 | Fronteras                        | Marta     |

### Videoclips
| Año  | Título        | Cantante / Grupo | Notas        |
| ---- | ------------- | ---------------- | ------------ |
| 2003 | Sámbame       | UPA Dance        | Bailarina    |
| 2009 | Jolivuz       | Pablo Moro       | Protagonista |
| 2011 | Swing Premium | AA Henchman      | Protagonista |
| 2011 | Pray          | Nox Interna      | Protagonista |
| 2017 | No vaya a ser | Pablo Alborán    | Bailarina    |
| 2018 | Menstruosités | BêO Antarez      | Protagonista |

## Teatro
- 1999: Historia d'uns pocs con la Casa Cultural de Silla.
- 2000: Pic-Nic con la compañía de Teatro Bellreguard.
- 2001: Ai! Quin embolic con la compañía de teatro Bellreguard.
- 2001: Els ulls de la gata con la compañía Bimba Teatro.
- 2001: La navaja en el ojo con la compañía La Fura dels Baus.
- 2001: Fausto 5.0 con la compañía La Fura dels Baus.
- 2009-2011: Sé infiel y no mires con quién de Ray Cooney y John T. Chapman‚ dirección Pilar Massa
- 2016: Por encima de su cadáver de Elena Álvarez y Francho Aijón‚ dirección Darío Frías
- 2017-2018: Cinco mujeres con el mismo vestido de Alan Ball‚ dirección Celia León

## Danza
- 2008-2010: Lokomamia, compañía fundada por el coreógrafo Rubén Nsue.